# 무스타파 1세

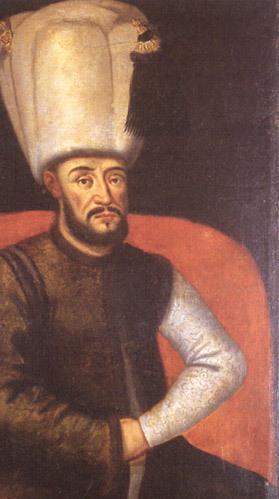
무스타파 1세

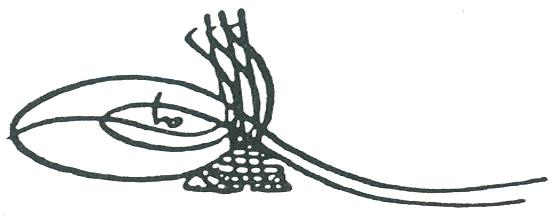
무사타파 1세의 투그라.

무스타파 1세(오스만 튀르크어: مصطفى اول, 튀르키예어: Mustafa I, 1591년 ~ 1639년 1월 20일)는 메흐메트 3세의 아들이자, 1617년부터 1618년까지, 그리고 1622년부터 1623년까지 오스만 제국을 통치한 술탄이다.

## 생애
무스타파는 마니사 궁전에서 아흐메트 1세(1603~17년)의 남동생으로 태어났다. 어머니는 할리메 술탄이다.
아흐메트 1세의 통치 기간인 14년 동안 감금되었다. 즉, 아흐메트가 1617년 죽기까지, 무스타파는 카페스(터키어로 "새장"이라는 뜻)라는 밀폐된 궁전에 유폐되었다. 14년 동안 정신 건강이 더 악화되었고 처형이 될까봐 무서워하였다.
1617년 형이 사망하여 술탄으로 즉위하였으나 이듬해인 1618년 정신병으로 인해 퇴위하였다. 아흐메트는 무스타파를 처형하지는 않았는데, 그 이유는 앞에 언급된 정신병으로 인한 것으로 짐작된다. 그의 조카인 오스만 2세가 술탄으로 즉위한 뒤 살해된 까닭에 1622년 다시 술탄이 되었으나 곧 두 번째 퇴위를 강요당하고 1623년 오스만 2세의 동생 무라트 4세가 즉위하였다.
무스타파는 1639년 47~48세의 나이로 사망하였고, 아야 소피아의 안마당에 묻혔다.
이브라힘 1세와 더불어, 무스타파는 오스만 제국에서 영향력이 가장 낮은 통치자들 가운데 한 명으로 인식된다.

## 같이 보기
- 아흐메트 1세
- 메흐메트 3세